# Агуа-Боа (Мату-Гросу)
Агуа-Боа (порт. Água Boa) — муниципалитет в Бразилии, входит в штат Мату-Гросу. Составная часть мезорегиона Северо-восток штата Мату-Гроссу. Входит в экономико-статистический микрорегион Канарана. Население составляет 25 021 человек на 2005 год. Занимает площадь 7582 км². Плотность населения — 3,3 чел./км².
Праздник города — 9 июля.

## История
Город основан 9 июля 1976 года. 

## Статистика
- Валовой внутренний продукт на 2003 год составляет 180 697 714,00 реалов (данные: Бразильский институт географии и статистики).
- Валовой внутренний продукт на душу населения на 2003 год составляет 12 197,77 реалов (данные: Бразильский институт географии и статистики).
- Индекс развития человеческого потенциала на 2000 год составляет 0,777 (данные: Программа развития ООН).